# Warren Sprout
Warren Austin Sprout (* 3. Februar 1874 in Picture Rocks, Pennsylvania; † 23. August 1945 in Westfield, New Jersey) war ein US-amerikanischer Sportschütze.

## Erfolge
Warren Sprout nahm an den Olympischen Spielen 1912 in Stockholm in acht Disziplinen teil. Im Dreistellungskampf mit dem Armeegewehr kam er nicht über den 37. Platz hinaus, im Wettbewerb über 600 m in beliebiger Position erreichte er den 14. Platz. Den Einzelwettkampf mit dem Freien Gewehr im Dreistellungskampf beendete er auf dem 32. Platz. Eine Goldmedaille sicherte er sich schließlich im Mannschaftswettbewerb mit dem Armeegewehr. Die US-amerikanische Mannschaft, zu der neben Sprout noch Cornelius Burdette, John Jackson, Allan Briggs, Carl Osburn und Harry Adams gehörten, schloss den Wettkampf mit 1687 Punkten vor der britischen und der schwedischen Mannschaft ab und wurde somit Olympiasieger. Sprout war mit 276 Punkten der schwächste Schütze der Mannschaft. Im Wettbewerb mit dem Kleinkalibergewehr über 25 m auf ein verschwindendes Ziel wurde er in der Mannschaftskonkurrenz neben Frederick Hird, William McDonnell und William Leushner ebenso Dritter wie auch in der Liegend-Position mit dem Kleinkaliber an der Seite von Frederick Hird, Carl Osburn und William Leushner. In den Einzelwettbewerben belegte er im liegenden Anschlag Rang zwölf und auf das verschwindende Ziel Rang 17.
Sprout war zum Zeitpunkt der Olympischen Spiele Krankenhausverwalter bei der US Navy.